# Nordre Akers prosteri

Prosterier i Oslo stift. Det blåa området på kartan är Nordre Akers prosteri.

Nordre Akers prosteri (norska: Nordre Aker prosti) är ett kontrakt (prosteri, norska: prosti) i Oslo stift inom Norska kyrkan. Kontraktet omfattar ett område i den nordöstra delen av centrala Oslo, i den mellersta delen av Oslo kommun i sydöstra Norge.

## Socknar
Nordre Akers prosteri består av fem socknar (norska: sokn eller sogn) inom Oslo kyrkliga samfällighet (norska: kirkelige fellesråd):
- Hasle socken
- Paulus og Sofienbergs socken
- Sagene og Iladalens socken
- Sinsens socken
- Torshov og Lilleborgs socken